# Queyssac-les-Vignes
 Queyssac-les-Vignes  (en occitano Caissac) es una comuna y población de Francia, en la región de Lemosín, departamento de Corrèze, en el distrito de Brive-la-Gaillarde y cantón de Beaulieu-sur-Dordogne.
Su población en el censo de 2008 era de 192 habitantes.
Está integrada en la Communauté de communes du Sud Corrézien.

## Demografía
| 203 | 253 | 222 | 213 | 191 | 180 | 192 |
| Para los censos de 1962 a 1999 la población legal corresponde a la población sin duplicidades (Fuente: INSEE [Consultar]) |     |     |     |     |     |     |